# RŽD-Baureihe 2ТЭ25А
Die Lokomotiven der RŽD-Baureihe 2ТЭ25А (deutsche Transkription 2TE25A) der Russischen Eisenbahn (RŽD) sind breitspurige Diesellokomotiven mit elektrischer Kraftübertragung vorrangig für den Güterzugdienst. Die Lokomotiven wurden von der Lokomotivfabrik Brjansk gebaut und stellen eine Überarbeitung der vorher ausgelieferten 2ТЭ25К dar. Gegenüber dieser unterscheidet sich die 2ТЭ25А durch die Drehstromantriebstechnik mit Drehstromfahrmotoren. Das zeigt der Buchstabe A in der Bezeichnung. Im Betriebsdienst tragen die Lokomotiven den Beinamen Witjas.

## Beschreibung der Diesellokomotive

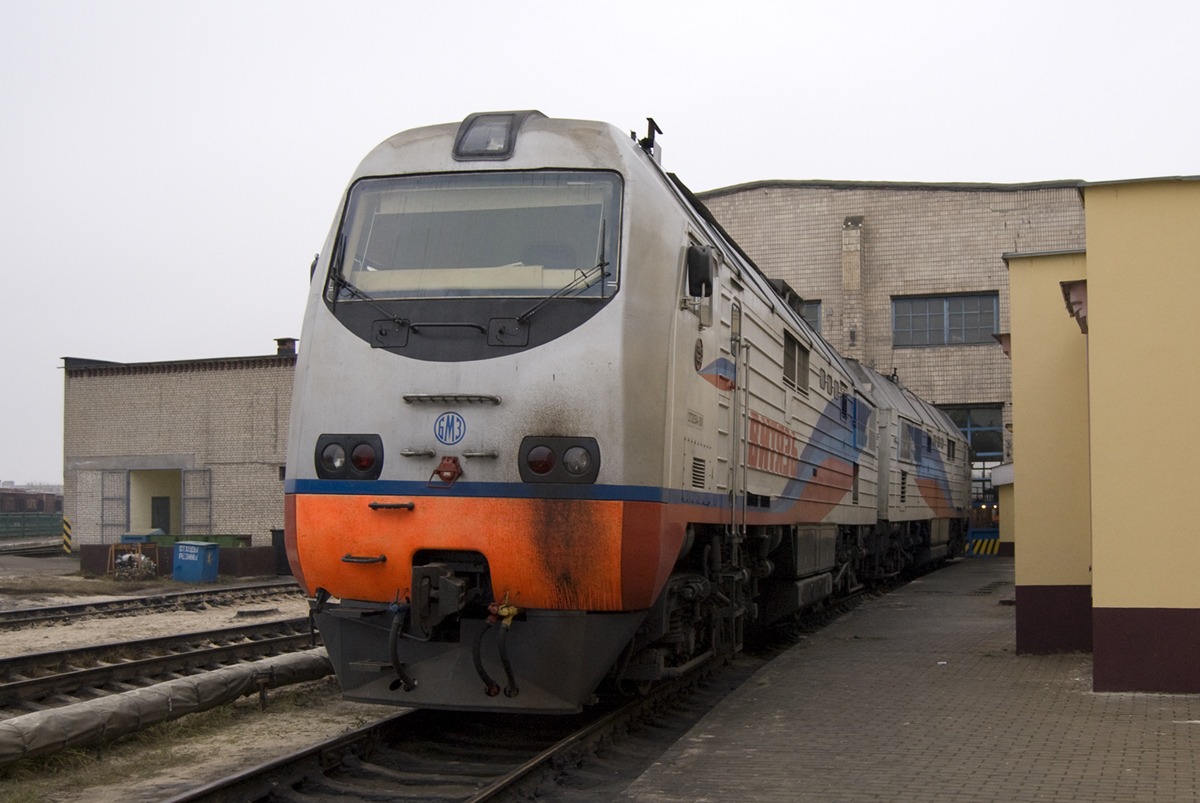
Ansicht des Prototypes der Lokomotive im Depot Gomel

Im Juli 2006 lieferte die Lokomotivfabrik Brjansk eine neue Güterzug-Streckendiesellok in Zweisektionsausführung mit der Bezeichnung 2TE25A aus. Es war vorgesehen, die Lokomotiven in einer größeren Stückzahl zu beschaffen, um ältere Baureihen abzulösen.
Die Ausführung ist analog der Reihe 2ТЭ25К, die die gleiche Leistung besitzt, jedoch mit Gleichstrom-Fahrmotoren ausgerüstet ist. Es wurden zeitgemäße Komponenten gewählt wie elektronische Kraftstoff-Einspritzung und Dieselmotor mit Aufladung, elektrodynamische Bremsen mit einer Nennleistung von 2 × 2.400 kW und erzwungener Kühlung des Bremswiderstandes und Schraubenkompressoren mit Ölfüllung.
Ursprünglich wurde das module Kraftaggregat 21-26ДГ-01 (21-26DG-01), bestehend aus dem 12-Zylinder-Viertakt-Dieselmotor 12ЧН26/26 (12TschN26/26) mit einer Leistung von 2500 kW und dem Traktions-Generator АСТГ2 2800/400-1000 (ASTG2 2800/400-1000) verwendet. Dieselmotor und Generator sind auf demselben Tragrahmen unter Anwendung federnder Dämpfer montiert. Der Dieselmotor besitzt 260 mm Kolbendurchmesser und 260 mm Kolbenhub. Bei der modifizierten Reihe 2TE25AM wurde ein 20-Zylinder-Viertakt-Dieselmotor von MTU Friedrichshafen verwendet.
Es wurden neue dreiachsige drehzapfenlose Drehgestelle mit zweistufiger Federaufhängung und radialer Aufhängung der Radpaare verwendet. Die Drehstrom-Traktionsfahrmotoren der Benennung АД917УХЛ1 (AD917UXL1) und ДТА-350Т (DTA-350T) sind in Tatzlager-Bauweise im Drehgestellrahmen mit selbstständiger Schmierung gelagert.
Frequenz und Höhe der Spannung für die Drehstromfahrmotoren wird mit Hilfe eines Wandler-Blockes geregelt, der aus Gleichrichter und Inverter auf der Basis eines Bipolartransistors besteht.
Die Traktionskräfte jedes Drehgestelles werden auf den Kasten der Sektion wie bei der 2ТЭ25K über automatische Kupplungen übertragen. Dadurch kann die Reibungsmasse der Lokomotive besser auf den Radpaaren ausgenützt werden.
Der Führerstand der Lokomotive ist eine Modul-Konstruktion. Für die Ausgestaltung der Front- und Dachteile wurden Elemente aus glasfaserverstärktem Kunststoff verwendet. Im Führerstand sind ein ergonomisches Fahrpult, Sitze für Triebfahrzeugführer und Klappsitze vorhanden.
Auf dem Fahrpult befinden sich die Bedienelemente für das Führerbremsventil mit Zielbremsung, für das Zusatzbremsventil der Zusatzbremse, für das Zugsicherungssystem KLUB-U und ein Display zur Anzeige des Betriebszustands. Die Lokomotive kann im Einmannbetrieb verwendet werden.
Die Höchstgeschwindigkeit der Lokomotive beträgt 120 km/h, die maximale Anfahrzugkraft der Lokomotive 2 × 441 kN. Bei einer Geschwindigkeit von 20 km/h beträgt die Zugkraft 390 kN pro Sektion. Die Bordspannung beträgt 110 V.

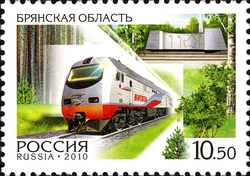
Darstellung einer Lokomotive in der Oblast Brjansk

Eine Darstellung der Lokomotive befindet sich auf einer Briefmarke für die Oblast Brjansk.

## Betrieb
Die gebauten Lokomotiven wurden zuerst im Versuchsbetrieb auf der Moskowskaja schelesnaja doroga in der Oblast Brjansk eingesetzt (Depot Brjansk-Lgowski), ferner auf der Fernosteisenbahn in der Oblast Amur (Depot Tynda).

## RŽD-Baureihe 2ТЭ25АM
Als Modifikation existiert unter der Bezeichnung 2ТЭ25АM eine Lokomotive, die mit dem deutschen 20-Zylinder-Viertakt-Dieselmotor 20V4000R43 aus der Produktion von MTU Friedrichshafen ausgestattet ist. Die Leistung des Dieselmotors beträgt 2.500 kW, der Motor arbeitet nach der Abgasnorm Euro 3A, er besitzt einen Gesamthubraum von 95 l und er verbraucht im Leerlauf 9 kg/h Kraftstoff, bei Volllast 208 g/kWh. Der Motor arbeitet im Drehzahlbereich von 600 bis 1800/min. Bisher wurden drei Lokomotiven dieser Bauart ausgeliefert.